# Mali nos Jogos Olímpicos de Verão de 1968
Mali competiu nos Jogos Olímpicos de Verão de 1968 na Cidade do México, México.

## Resultados por Evento

### Boxe
Peso Meio-pesado (81 kg)
- Soungalo Bagayogo — Primeira Rodada: perdeu para Kurt Baumgartner (AUT), 3:2